# Jeremiah Meyer

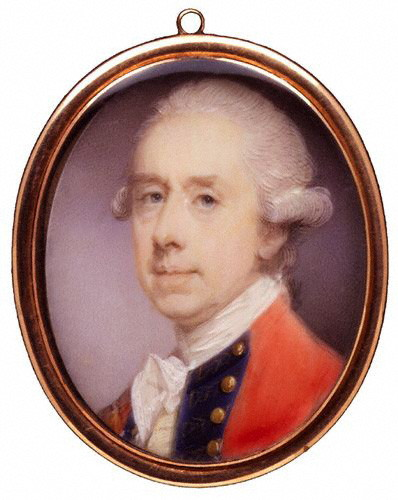
Jeremiah Meyer, Ritratto del generale Thomas Gage, miniatura ad acquarello su avorio, National Portrait Gallery (Londra)

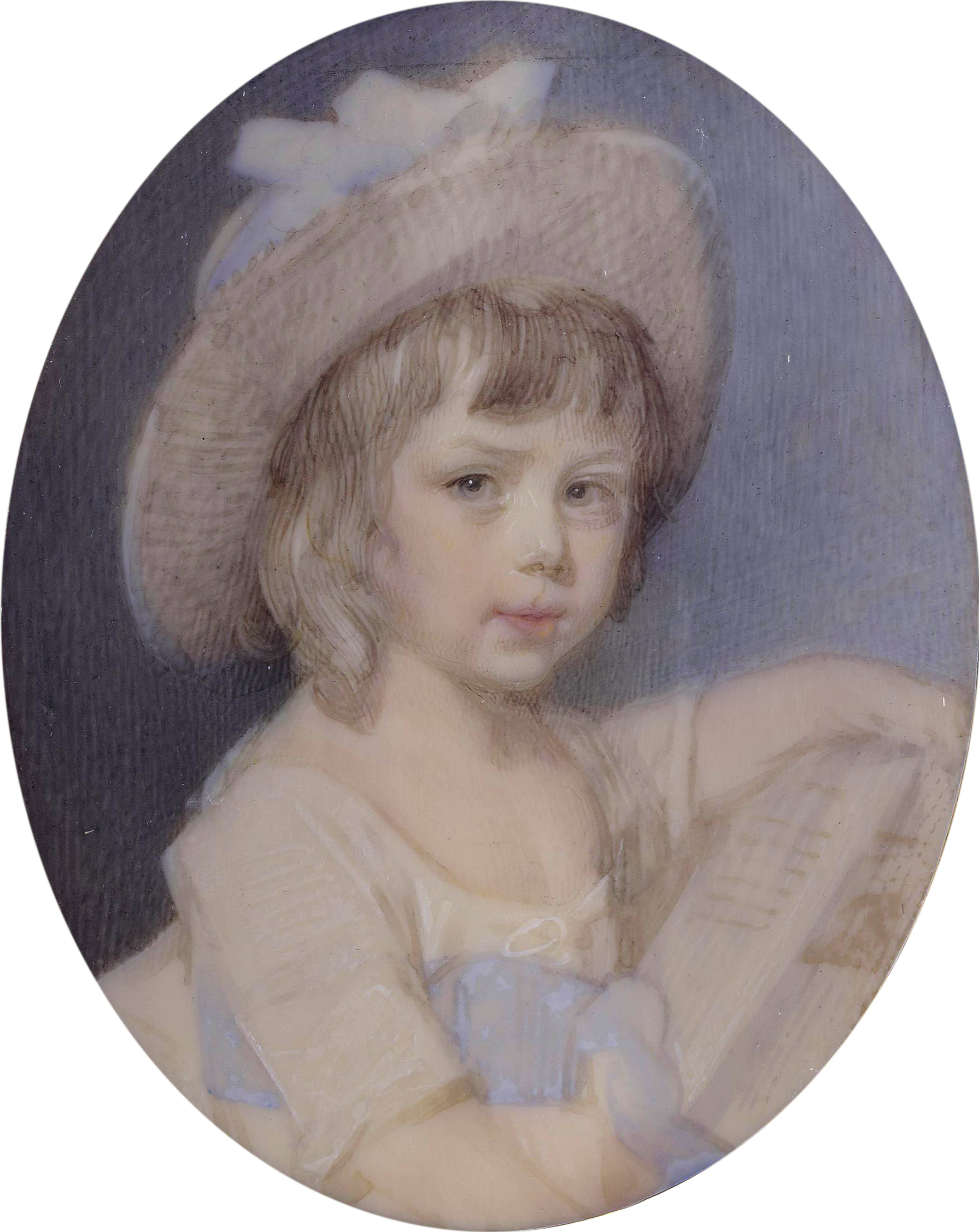
Jeremiah Meyer, Ritratto di Thomas Alphonso Hayley (1780-1800), miniatura su avorio

Jeremiah Meyer (Tubinga, 18 gennaio 1735 – Kew, 20 gennaio 1789) è stato un pittore e miniaturista tedesco naturalizzato inglese.

## Biografia
Jeremiah Meyer (o  Jeremias Majer) era figlio di un pittore tedesco che ritrasse il Carlo II Eugenio del Württemberg. Da Tubinga il padre, intorno al 1749, spostò la sua famiglia a Londra, dove Jeremiah divenne allievo del pittore tedesco Christian Friedrich Zincke. Dipinse, ad acquarello su avorio, il ritratto in miniatura della regina Carlotta; mentre quello del suo consorte, il re Giorgio III d'Inghilterra, Jeremiah Meyer lo realizzò in smalto. Fece il ritratto anche a persone appartenenti alla nobiltà: nobiluomini, dame e bambini. Assunse la cittadinanza inglese, fu accolto nella Royal Academy of Arts ed eseguì in miniatura ritratti di accademici suoi colleghi. I suoi ritratti femminili, in genere su avorio, sono stati da lui eseguiti con toni morbidi, delicati e vellutati. Raramente firmava e talvolta le sue opere furono confuse con quelle di miniaturisti coevi; ma poi si notò che erano riconoscibili, per i lievi tocchi di viola pallido che erano una caratteristica del suo stile.
Suoi dipinti in miniatura si conservano al Nationalmuseum di Stoccolma, nella Royal Collection e al National Portrait Gallery (Londra). Al Metropolitan Museum di New York c'è il ritratto di dei Hannah Mahady.